# Ex-Model
Ex-model (Céngjīng xiǎng huǒ 曾经想火) est une Web-série franco-chinoise, créée par Xin Wang et Emmanuel Sapolsky, et diffusée depuis le 1er avril 2014 sur Youku puis sur la chaine Gong et la chaine Fashion One, avant d’être proposée sur MYTF1,,. Quelques personnalités ont participé au tournage, dont Adriana Karembeu et Jean-Pierre Michael. 
La série décrit la vie d'une belle trentenaire dont la carrière de mannequin à Paris commence à tourner court à cause de son âge. Sur un ton décalé, la série traite à la fois les difficultés rencontrées à cette période charnière dans milieu impitoyable de la mode, et également les obstacles liés au simple fait d’être étrangère.
La série gagne le prix du public au festival Series Mania au forum des images en 2015. Elle a été vue plus de 150 millions de fois.  

## Distribution

### Acteurs principaux
- Xin Wang : XinXin
- Marlène Guénard : Lola
- Bing Yin : Frère Dong (Ainé)
- Estelle Simon : Nadine
- Tongquian Zhang : LiuLiu
- Jean-Pierre Michael : Raph
- Florent Thevenot : Sebastien

### Fiche technique
- Titre original français : Ex-model
- Titre chinois : 曾经想火
- Création : Xin Wang et Emmanuel Sapolsky
- Réalisation : Emmanuel Sapolsky
- Scénario : Xin Wang et Emmanuel Sapolsky
- Costumes : Magali Velou, Yuhuan Wu
- Photographie : Aymerick Pilarski, Joël Alis
- Montage : Emmanuel Sapolsky
- Musique : Michaël Mambole
- Pays d'origine : France, Chine
- Langue originale : Français, Mandarin
- Format : couleur
- Genre : Comédie
- Durée : 5-7 minutes

## Épisodes

### Première saison (2014)
La première saison est composée de 10 épisodes.

### Deuxième saison (2015)
La deuxième saison est composée de dix épisodes.

## Distinctions

### Récompense
- Prix du public au festival Séries Mania au forum des images[5] en 2015.